# Монтијано (Гросето)
Монтијано (итал. Montiano) је насеље у Италији у округу Гросето, региону Тоскана.
Према процени из 2011. у насељу је живело 505 становника. Насеље се налази на надморској висини од 224 м.